# Nagycímer

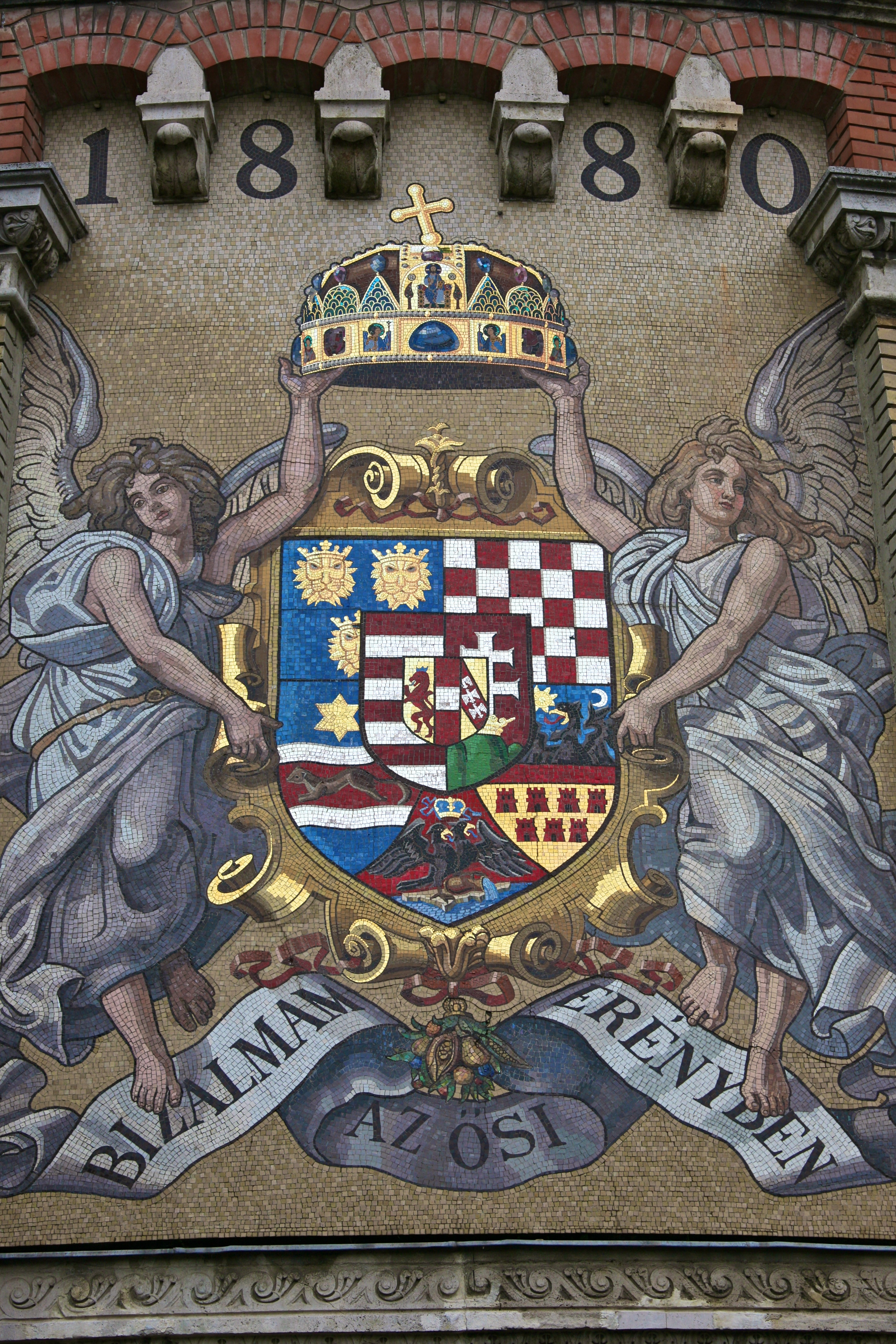
A Magyar Királyság „angyalos” nagycímere

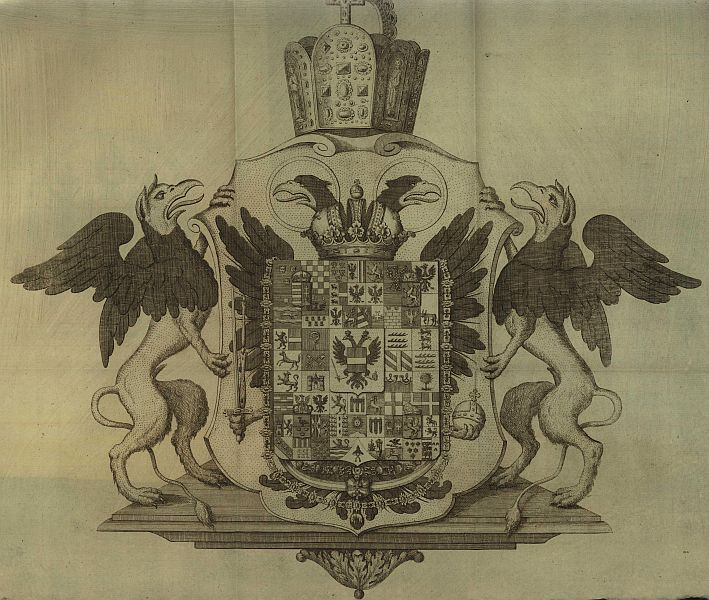
II. Ferenc nagycímere, 1804

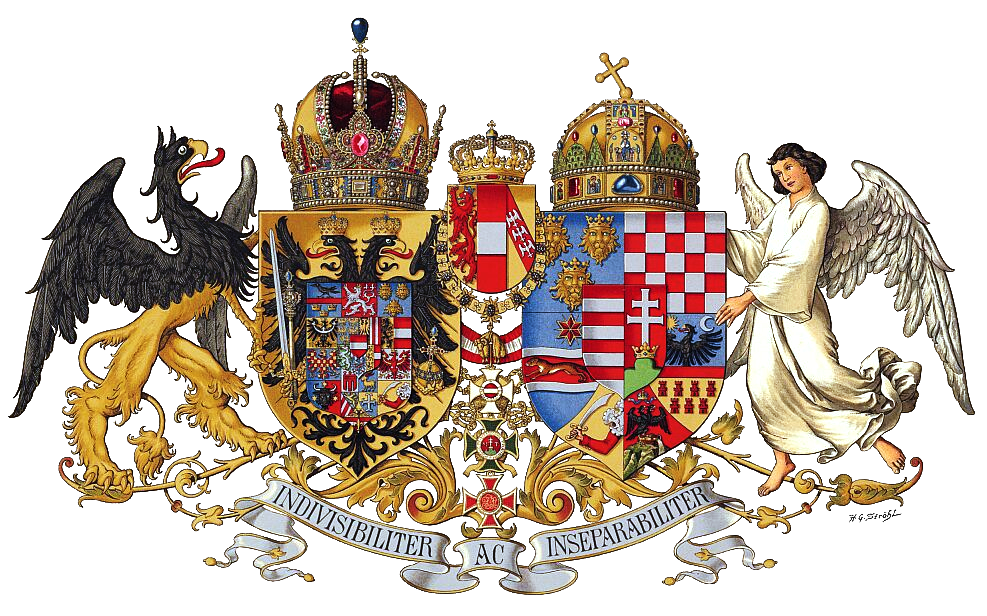
Az Osztrák–Magyar Monarchia címere

A nagycímer (németül: großes Wappen) elsősorban egy ország azon címere, mely a fő tartományokon vagy családi címereken kívül külön egyéb címereket is tartalmaz, melyek az ország vagy a család fennhatósága alá tartoznak. Tartalmazza minden ténylegesen birtokolt terület címerét és az összes igénycímert.
A nagycímer tehát egy ország teljes címere, mely az összes mezőt tartalmazza. A főpajzson kívül általában nemcsak egy boglárpajzsot tartalmaz, hanem további kispajzsokat is. A nagycímer kialakítását és használatát a legtöbb országban külön szabályozzák. Általában csak az ország uralkodója használja, de ő is csak úgy, mint az ország feje. A nagycímer alkalmazása ritka, csak a kivételesen ünnepélyes helyeken és alkalmakkor használják, amikor a külvilág felé szükség van az ország tényleges és történelmi jelentőségének kifejezésére. A nagycímer egyfajta csoportkép (tabló), mely megmutatja, hogy az ország milyen birtokokkal rendelkezik.